# Cổng Sendling

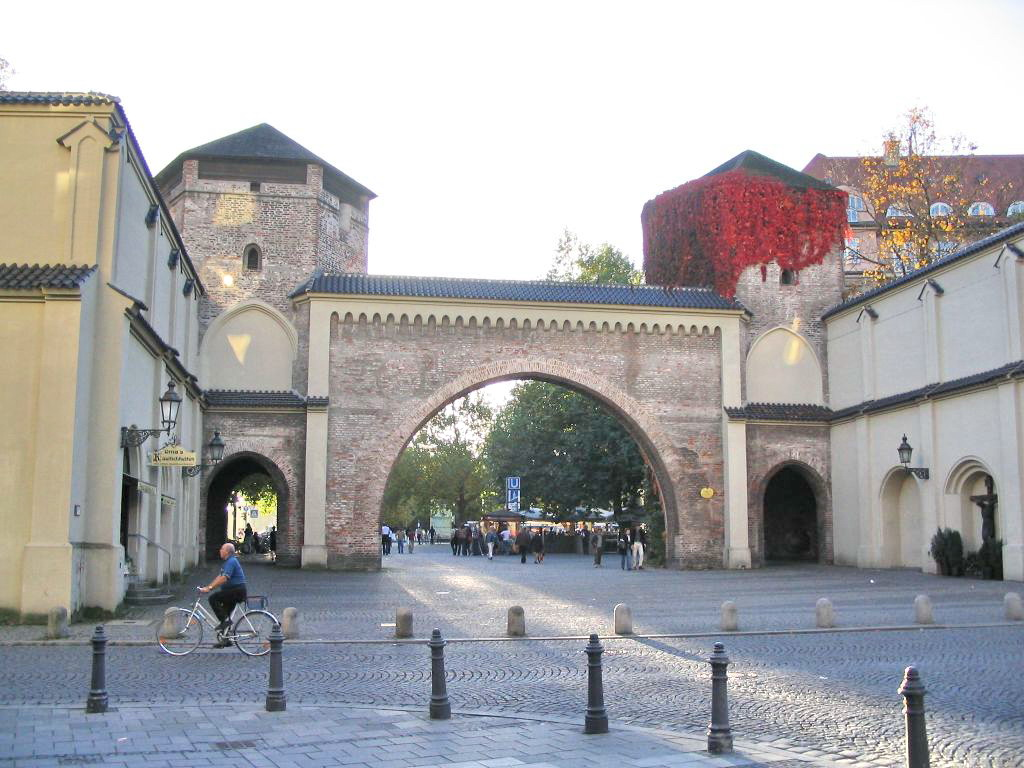
Sendlinger Tor, 2004

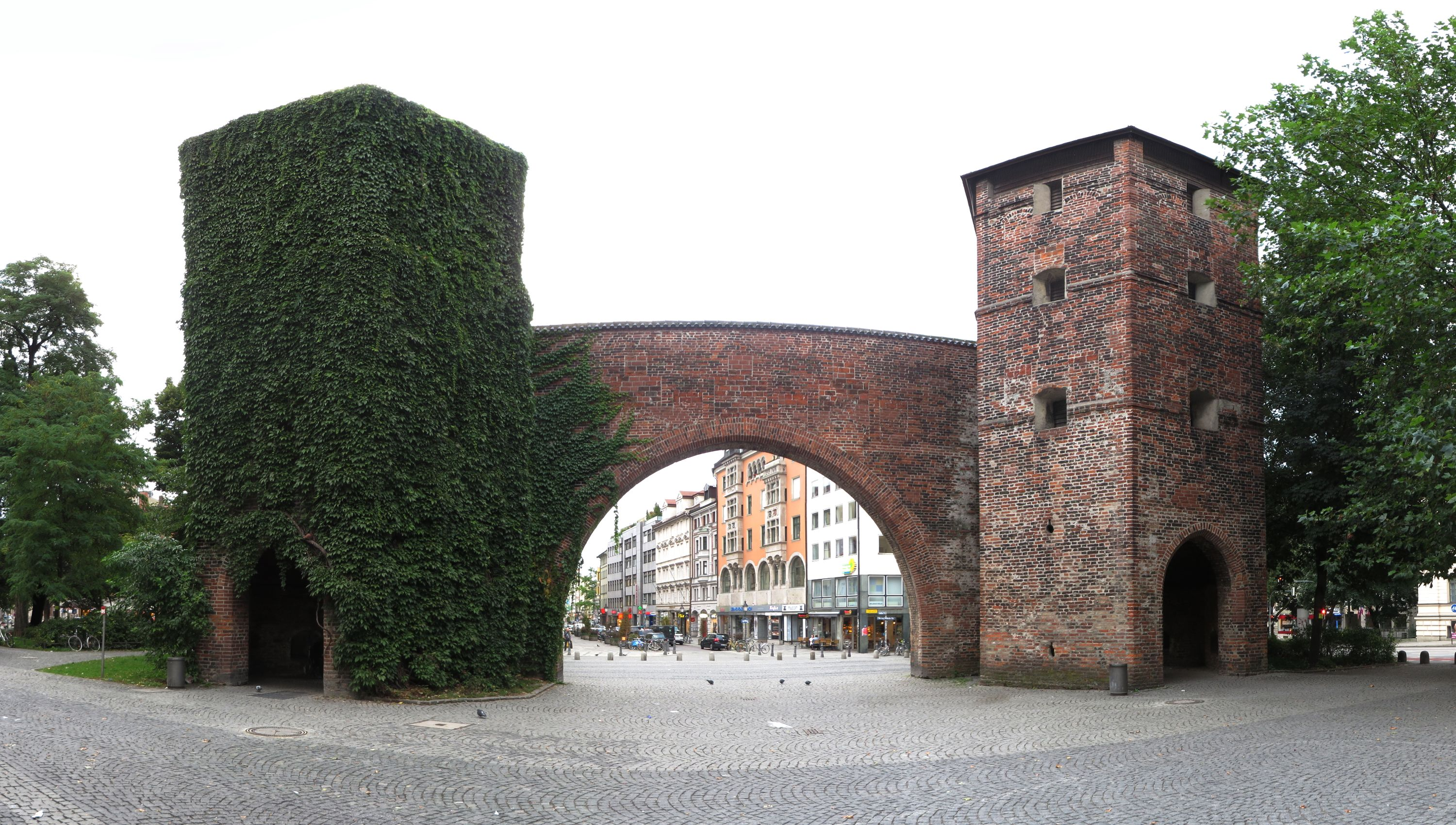
Das Tor vom Sendlinger-Tor-Platz aus gesehen

Sendlinger Tor là cổng phía Nam của phố cổ ở München.

## Vị trí
Sendlinger Tor (Sendlinger Str. 49) nằm ở khu Hackenviertel cuối đường Sendlinger Straße. Cổng này chia cách phố cổ với Isarvorstadt.

## Lịch sử

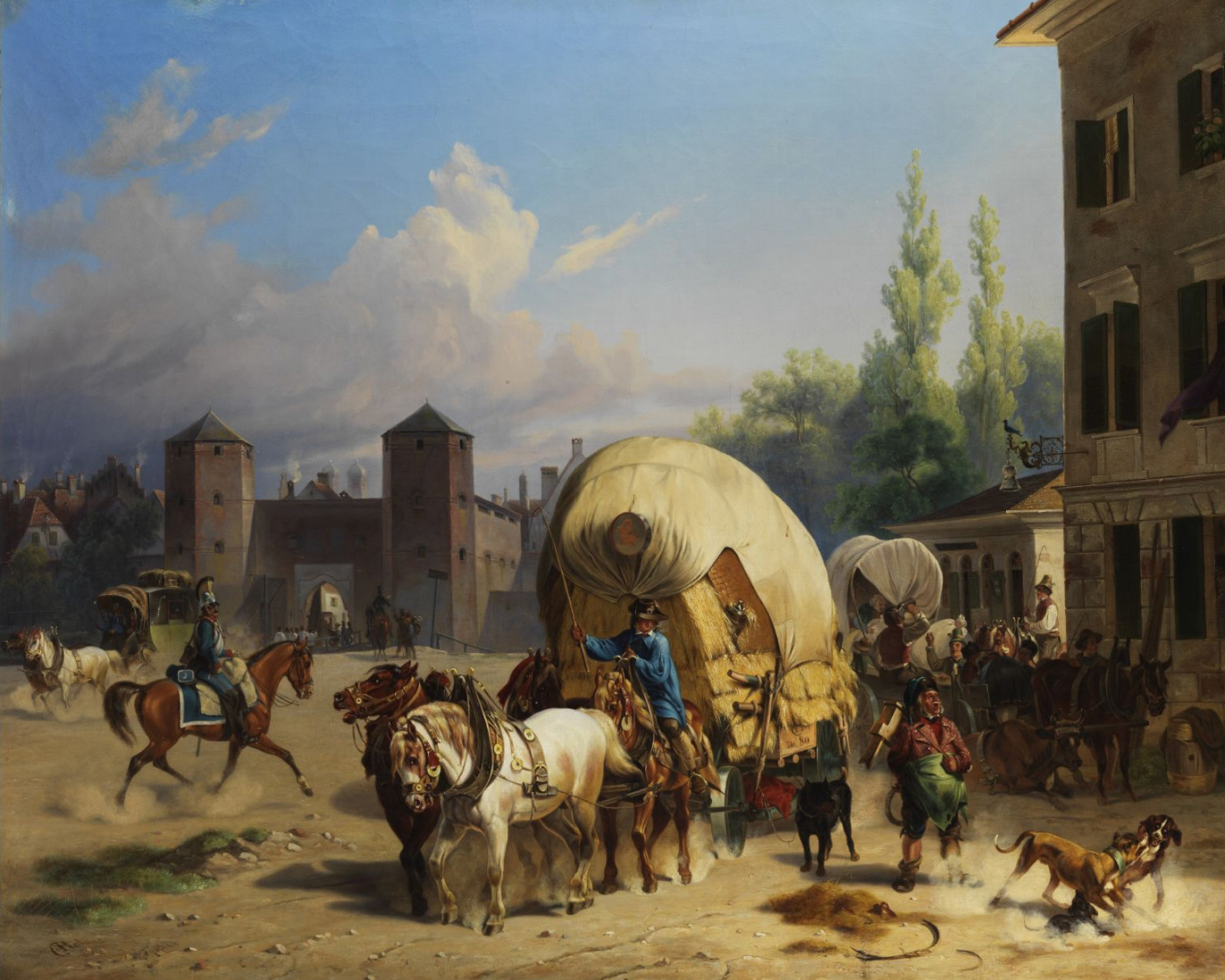
Trước cổng Sendling, 1840

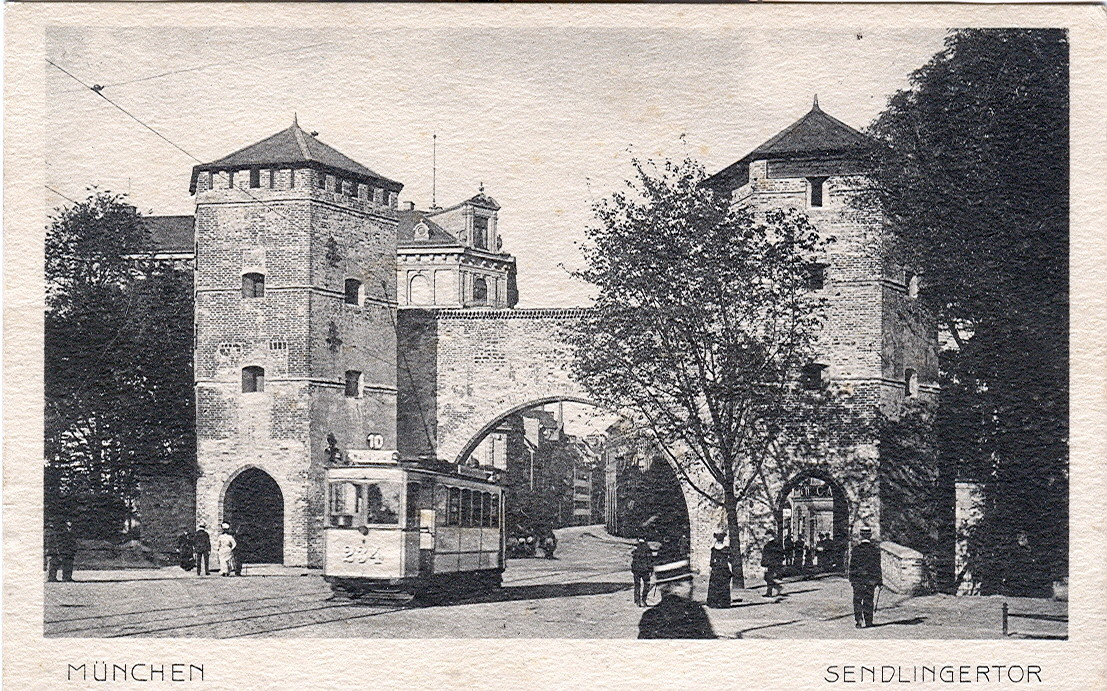
Sendlinger Tor, 1918

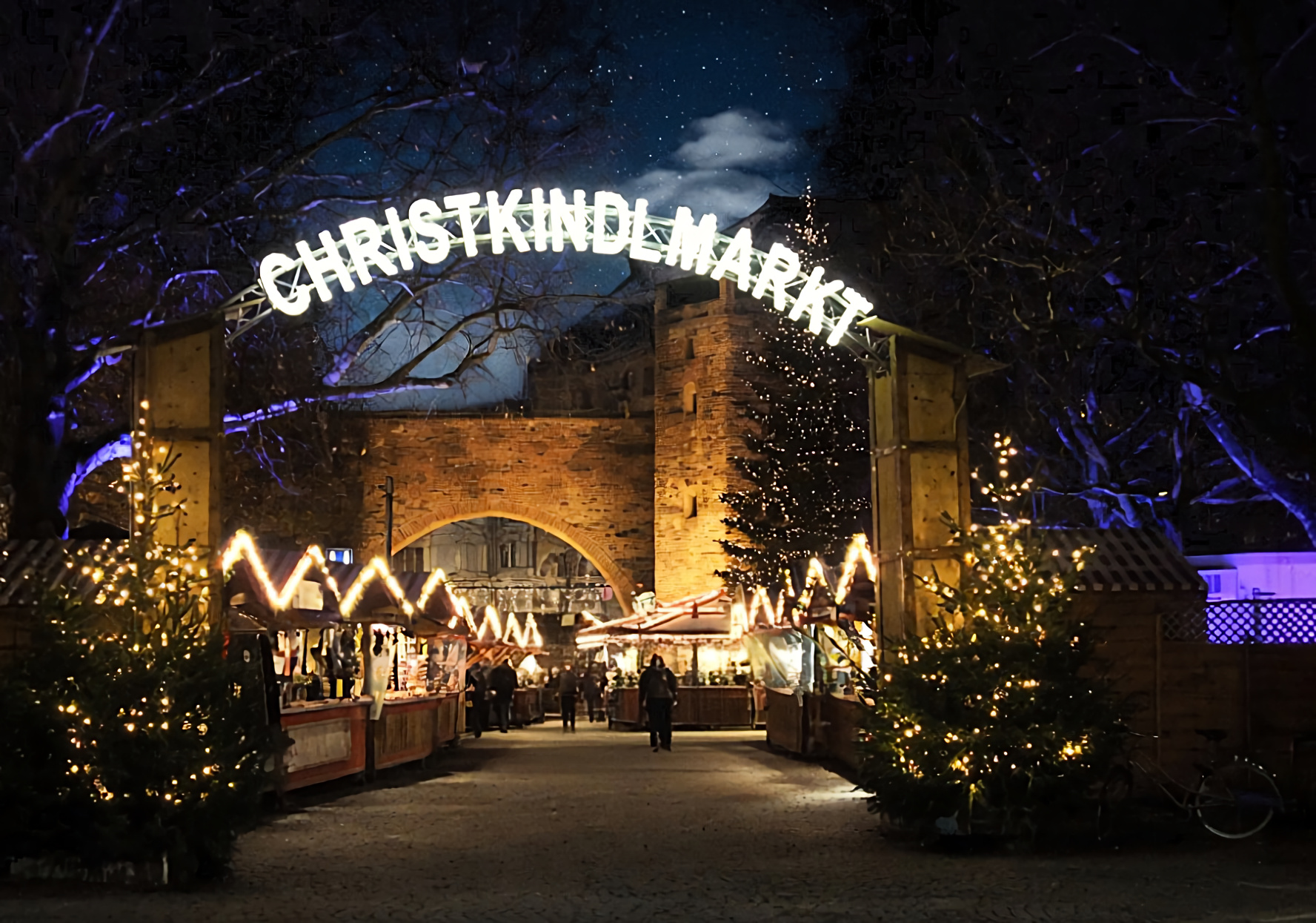
Chợ Giáng sinh, 2009

Theo chương trình mở rộng thành phố của Ludwig der Bayern một bức tường thứ hai được hình thành từ năm 1285 cho tới 1337, cổng Sendling được xây lên. Năm 1319 nó được nhắc tới lần đầu, mặc dù đã có trước đó. Năm 1808 tháp giữa bị giật sập. Thay thế vào đó một bức tường với 3 cổng vào được dựng lên. Năm 1906 vì vấn đề lưu thông xe cộ nên nó được thay thế bởi một vòng cầu lớn.

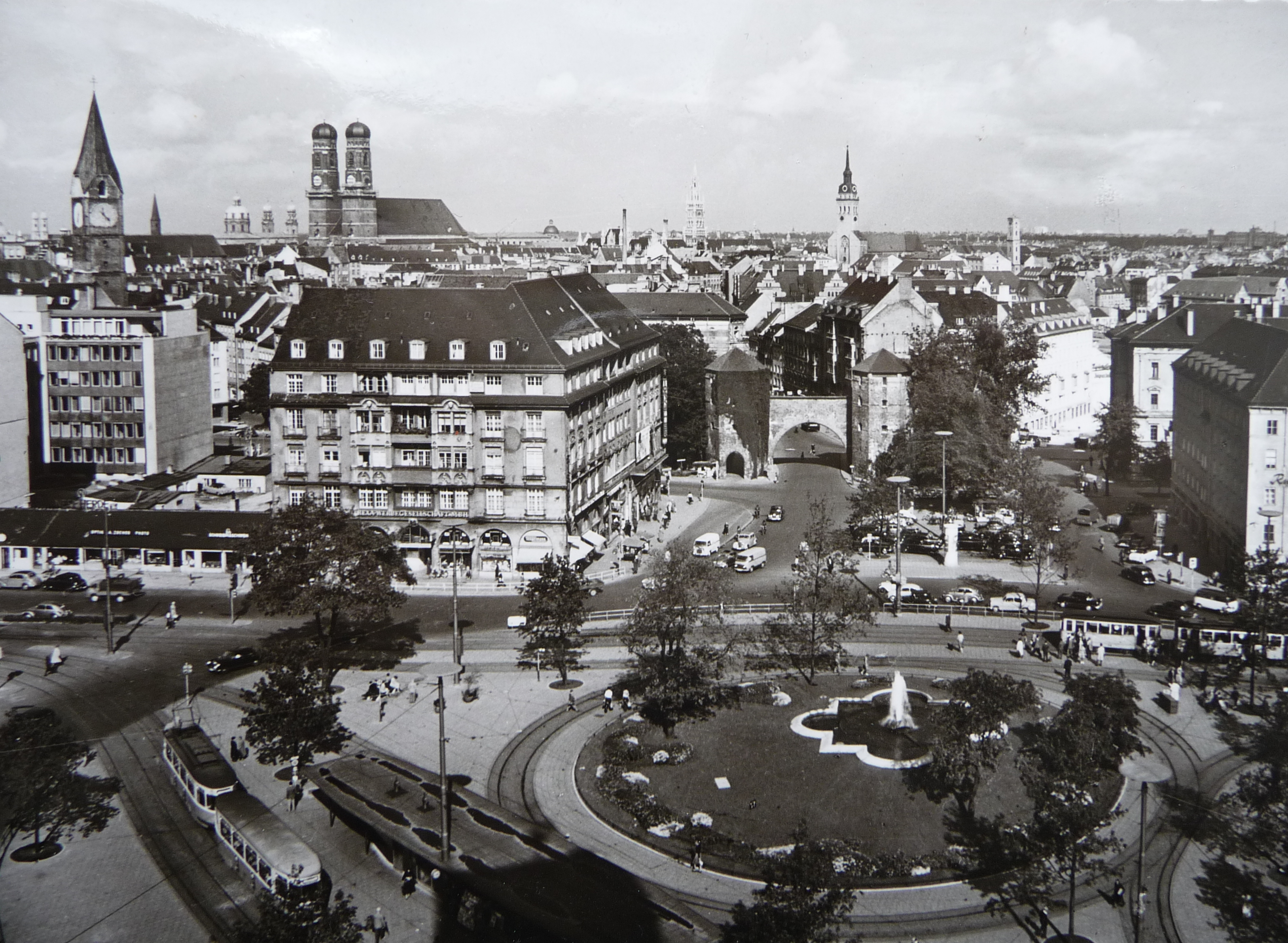
Sendlingertorplatz, München khoảng 1955

## Giao thông công cộng
Tại công trường Sendlinger-Tor có trạm xe lửa đường ngầm (U-Bahnhof Sendlinger Tor) với 4 tuyến đường. Ngoài ra còn có 4 tuyến đường xe điện.

## Sách báo
- Klaus Gallas: München. Von der welfischen Gründung Heinrichs des Löwen bis zur Gegenwart: Kunst, Kultur, Geschichte. DuMont, Köln 1979, ISBN 3-7701-1094-3 (DuMont-Dokumente: DuMont-Kunst-Reiseführer).